# Scrophularia stylosa
Scrophularia stylosa là một loài thực vật có hoa trong họ Huyền sâm. Loài này được Tsoong miêu tả khoa học đầu tiên năm 1979.